# Протипухлинна аутовакцина
Протипухлинна аутовакцина (ПАВ) — перша вітчизняна протипухлинна вакцина, метод з модифікації пухлино-асоційованих антигенів. Використовується як засіб біотерапії (імунотерапії) раку.
ПАВ готується із власного пухлинного матеріалу хворого та продуктів мікробного синтезу Bacillus subtilis B-7025. Аутовакцина містить практично всі антигени, які експресуються пухлиною на момент операції.
Метою використання ПАВ є підвищення тривалості і якості життя хворого на рак в результаті індивідуальної індукції довготривалої імунної реакції.

## Історія відкриття
Ідея розробки протипухлинного засобу на основі власних пухлинних клітин та речовин мікробного синтезу належить вітчизняному вченому, мікробіологу, експериментальному онкологу Затулі Дмитру Григоровичу (1923—1987 рр.). Ефективність аутовакцини, в першу чергу, пов'язана з ад'ювантом, який підсилює імунну відповідь організму. Сучасній ПАВ передує більш ніж 40 років експериментальних, доклінічних і клінічних досліджень.
У 1950-х роках Затула Д. Г., разом зі своїми колегами по лабораторії біотерапії раку Київського науково-дослідного інституту епідеміології, мікробіології і паразитології МОЗ УРСР досліджував вплив картопляної та сінної паличок на ріст ракових клітин. У ході цих досліджень було з'ясовано, що речовини мікробного синтезу мають згубний вплив на пухлинні клітини, проте і на нормальні клітини теж.
У 1960-х роках був відкритий штам бактерій Bacillus megaterium H, які виділяли специфічні речовини, що прискорювали ріст пухлин у експериментальних тварин. Тим самим було закладено основу для нової в науці проблеми — наявність спільних антигенів у мікроорганізмів і тканин злоякісних пухлин. Було встановлено, що клітинні стінки бактерій мають антигенні детермінанти, подібні до таких в клітинах пухлин та здатні індукувати протипухлинні імунні реакції. В подальших дослідженнях за допомогою штаму Bacillus megaterium Н була виділена культура-антагоніст даних бактерій — Bacillus mesentericus АВ-56. Дослідження показали, що цей мікроорганізм мав властивості протипухлинного антибіотика. В 1962—1968 роках були проведені експериментальні дослідження протипухлинного препарату на основі цього мікроорганізму: досліджено режими культивування Bacillus mesentericus АВ-56, живильні середовища, які б забезпечували максимальний вихід активної речовини, способи її очищення та зберігання.
Сучасна аутологічна вакцина, яка містить продукт мікробного синтезу Bacillus subtilis B-7025, була розроблена учнем Затули Д. Г. - Григорієм Платоновичем Потебнею в Інституті проблем онкології АН УРСР (нині — Інститут експериментальної патології, онкології і радіобіології імені Р. Є. Кавецького НАН України) , де і було проведено її експериментальні й доклінічні дослідження. Клінічна апробація ПАВ проведена відділеннях ДУ «Національний інститут раку» МОЗ України, 2-ому нейрохірургічному відділенні КЗ «Дніпропетровська обласна клінічна лікарня ім. І. І. Мечникова», Миколаївській міській лікарні № 3 та Російському онкологічному науковому центрі АМН РФ (м. Москва).

У 2003 році Державна служба лікарських препаратів і засобів медичного призначення МОЗ України признала, що ПАВ відповідає вітчизняним і міжнародним стандартам безпеки і дозволила для широкого клінічного застосування в Україні. Видано сертифікат про державну реєстрацію медичного імунобіологічного препарату «Протипухлинна аутовакцина» (№ 411/03-300 200000 від 09.12.2003 р).
У 2006 році створено «Біотехнологічний центр», який займається виготовленням протипухлинних вакцин. Розроблено технологічний промисловий регламент (ТПР № 64-37046921-001-05 від 21.02.2006 р., протокол № 8 на виробництво протипухлинної аутовакцини, затверджений Державною службою лікарських засобів і виробів медичного призначення МОЗ України).
Із 2010 року впровадженням в клінічну практику (консультації і логістика) ПАВ займається «Біотехнологічний Центр Нановакс Технолоджис».

## Клінічні дослідження
Ефективність протипухлинної дії ПАВ досліджували у хворих з раком шлунка, раком ободової кишки, раком прямої кишки, раком молочної залози, раком легені, раком нирки та у хворих зі злоякісним пухлинами головного мозку. Загалом у клінічних дослідженнях взяли участь 2027 хворих.

### Рак шлунка
Ефективність протиракових вакцин, виготовлених з аутологічних пухлинних клітин та продуктів синтезу B. subtilis B-7025 вивчено на дослідній групі хворих (139 осіб) з резектабельним раком шлунка ІІ-IV стадії захворювання (Т1-4 N0-2 М0-1) віком від 30 до 75 років після радикальної операції, яким вводили вакцину. В контрольній групі (70 осіб) хворим на рак шлунка проведено лише радикальну операцію. За основними факторами клінічного прогнозу групи були однорідними.
У більшості хворих на початку лікування фіксували імунодефіцит різного ступеня, який посилювався після операції. Через місяць після вакцинації ПАВ вміст IgG збільшувався, а вміст IgM та IgA — знижувався, що свідчить про припинення дії антигенного подразника, а також корегуючу дію вакцини. Також внаслідок дії вакцини відбувалася активація клітинної ланки імунітету хворих: зростала кількість клітин, які забезпечують неспецифічний імунітет (CD16), кількість Т-лімфоцитів нормалізувалася, в тому числі і їх субпопуляції — CD3, CD4, CD8. Нормалізувалася продукція гама-інтерферону мононуклеарами (29,8 МЕ проти 18,4 МЕ до операції, при нормі 32,0 МЕ). Всі ці дані в цілому характеризують відновлення здатності організму реагувати на антигенний подразник.
Аналіз загальної 3-річної виживаності хворих на рак шлунка показав, що застосування аутовакцини підвищує цей показник в 1,7 рази (71,9±3,8 і 42,9±5,9 % відповідно в основній та контрольній групах, р<0,05). Зареєстровано статистично достовірні відмінності між групами при Т4 (57,7±9,7 % і 16,0±9,5 %); N1-3 (54,3±6,5 % і 23,1±6,7 %); ендофітному і змішаному типах росту пухлини (72,4±5,9 % і 38,7±8,7 %); субтотальній резекції шлунка (74,6±5,3 % і 38,8±8,1 %). В цілому, найбільший ефект від застосування ПАВ спостерігали при пухлинах, які відповідають показнику Т3 з ураженням регіонарних лімфатичних вузлів (Т1-3 N1-2 M0).

### Колоректальний рак
Ефективність застосування ПАВ вивчали у 220 хворих на рак ободової кишки і 512 — на рак прямої кишки після радикального оперативного втручання. Вакцинотерапію в післяопераційному періоді проведено 57 хворим на рак ободової кишки і 132 — на рак прямої кишки, іншим пацієнтам проводили лише радикальну операцію.
Результати застосування ПАВ при комбінованому лікуванні пацієнтів з колоректальним раком показали підвищення показників 5-річної виживаності хворих. При стадії пухлинного процесу Т3−4N0-М0 у вакцинованих пацієнтів з аденокарциномою ободової кишки, в порівнянні з хворими, яким проведено тільки оперативне лікування, загальна виживаність складає, відповідно, 88,37 % і 74,44 %, а безрецидивна 79,67 % і 63,91 % (p<0,05).
При метастазах в регіональні лімфатичні вузли (Т3-4N0М0) загальна виживаність збільшувалася на 28,6 %. У хворих на рак прямої кишки показники загальної виживаності збільшувалися на 15,0 % (p<0,05), безрецидивної — на 15,3 % (p<0,05).
Як і у випадку дослідження протипухлинної дії ПАВ щодо раку шлунка, аутовакцинотерапія хворих на колоректальний рак сприяла нормалізації показників клітинного і гуморального імунітету, зокрема популяції Т-активованих (CD3+ DR+), В-активованих лімфоцитів (CD3-DR+); Т-хелперів (CD4), В-лімфоцитів (CD19), вмісту α-інтерферону.

### Рак молочної залози
Дослідження протипухлинної дії ПАВ проведено на 509 хворих на рак молочної залози на ІІА, ІІБ та ІІІБ стадії захворювання. Хворих після радикальної операції було поділено на дві групи: в першій отримували ПАВ (n=245), в другій — ад'ювантну хіміотерапію (n=261) за стандартною схемою.
У групі пацієнток, які проходили аутовакцинотерапію виявлено зменшення випадків мієлосупрессії, посилення функціональної активності лімфоцитів та загальне покращення імунологічних показників: стимуляція формування Т-клітинного імунітету, нормалізація співвідношення Т-хелперів та Т-супресорів, підвищення рівня α-інтерферону, зниження блокуючих факторів в сироватці крові.
Аналіз результатів 5-річної виживаності хворих на рак молочної залози показали, що застосування ПАВ збільшує виживаність хворих на 17 %, поліпшує якість життя пацієнток. Ці результати свідчать про те, що використання ПАВ в ад'ювантному режимі не менш ефективне, ніж лікування поліхіміотерапією (доксорубіцином, метатрексатом, флуорурацилом, циклофосфамідом)

### Рак легені
У клінічному дослідженні ефективності протипухлинної дії ПАВ брали участь 434 хворих на рак легені на IIIA стадії захворювання. Пацієнти були розподілені на дві групи: 52 особи, яким було проведено радикальну операцію та застосування ПАВ; контрольну групу склали 382 хворих, яким провели лише оперативне втручання. У 37,04 % хворих виявлені метастази в лімфатичних вузлах.
У процесі лікування визначали імунологічні показники: кількість Т-лімфоцитів — до операції 20,7±2,4 %, а після вакцинації 38,9±1,9 % (норма 40,4±2,1 %). Проліферативна активність лімфоїдних клітин з фітогемаглютиніном — до операції 43,1±2,5 %, а після вакцинації — 65,5±4,3 % (норма 70,1±3,65 %). Рівень імуноглобулінів в сироватці крові: IgA до операції — 2,6±0,05 мг/л, а після вакцинації –1,7±0,2 мг/л, (норма — 1,58±0,08 мг/л); IgM до операції — 1,2±0,07 мг/л, після вакцинації — 0,92±0,03 мг/л, (норма-0,85±0,06 мг/л).
Показники загальної 5-річної виживаності у вакцинованих хворих перевищували відповідні показники в контрольній групі. Так, медіана виживаності хворих на рак легені з ІІІА стадією захворювання при введенні ПАВ збільшувалася в 3 рази (37,9±2,7 і 12,7±1,3 міс, р<0,05), а показник 5-річної загальної виживаності зростала на 30,0 % (39,81 % і 10,61 %, (р<0,05). Виживаність хворих при введенні ПАВ збільшувалася як при плоскоклітинному, так і неплоскоклітинному раку легені.
Таким чином, комплексне лікування хворих на рак легені з ІІІА стадією захворювання при застосуванні ПАВ підвищувало виживаність, нормалізувало імунологічні показники та покращувало якість життя пацієнтів.

### Рак нирки
Протипухлинну дію ПАВ досліджували в післяопераційному періоді у 28 хворих на рак нирки III-IV стадій. Показники 1-річної та 3-річної виживаності у цій групі хворих порівнювали з такими, які в післяопераційному періоді проходили інші методи терапії: променеву, імунохіміотерапію, екстракорпоральну детоксикацію та виключно симптоматичну терапію.
Аналіз даних, отриманих після клінічних досліджень виявили, що використання ПАВ у післяопераційний період покращує віддалені результати та підвищує якість життя хворих. Було встановлено, що летальність хворих з місцевопоширеними та метастатичними формами раку нирки впродовж першого року після оперативного втручання та проходження лікування є найбільшою. Смертність у групах пацієнтів, які одержували променеву терапію становила 26,1±8,6 %, і 29,4±6,3 % — у групі хворих, які отримували симптоматичну терапію. Використання ПАВ підвищувало річну виживаність пацієнтів з раком нирки в середньому на 30 % (р<0,05): летальність серед вакцинованих хворих становила 7,1±4,8 %.
Віддалені результати 3-річної виживаності показали достовірну різницю серед вакцинованих пацієнтів і тих, хто проходив класичну терапію. Показник загальної 3-річної виживаності у хворих, які отримували ПАВ складав 93±4,8 %, у хворих, яким в післяопераційному періоді проводили екстракорпоральну детоксикацію — 66,7±11,1 %, променеву або симптоматичну терапію — 62,7±6,7 % та імунохіміотерапію — 76,5±5,9 %

### Злоякісні пухлини головного мозку
Дослідження протипухлинного впливу ПАВ стосовно злоякісних пухлин головного мозку (ЗПГМ) проводили на 185 хворих. Після хірургічного втручання пацієнтів було поділено на дві групи: контрольна група (140 осіб) отримувала лікування традиційними методами та дослідна група (45 осіб) проходила курс аутовакцинотерапії.
Результати клінічних досліджень показали, що проведення вакцинотерапії хворим із ЗПГМ підвищують загальну виживаність хворих. При цьому середня тривалість життя пацієнтів, які проходили курс аутовакцинотерапії становила 16,67±1,72 міс., в той час як традиційні методи лікування забезпечували середнє життя таким хворим в 6,36±0,23 міс. (p<0,001).
Поряд із застосуванням ПАВ у хворих на ЗПГМ нормалізувалися імунологічні показники: достовірно збільшувався вміст лейкоцитів, лімфоцитів (Т-лімфоцитів та їх субпопуляцій), натуральних кіллерних клітин; нормалізувалося співвідношення CD4+/CD8+; покращувався функціональний стан нейтрофільних лейкоцитів. У вакцинованих пацієнтів був практично відсутній дефіцит Т-лімфоцитів, нормалізувалася концентрація імуноглобулінів та одночасно знижувався рівень циркулюючих імунних комплексів

## Стратегія протипухлинної вакцинації
Вакцини в онкології — це біологічні препарати для активної імунопрофілактики та імунотерапії злоякісних новоутворень, що містять пухлинні антигени, на введення яких імунна система відповідає каскадом реакцій і призводить до цілеспрямованого лізису пухлинних клітин.
Основну стратегію конструювання протипухлинних вакцин можна розглядати як виявлення мішеней імунної відповіді (специфічних пухлинних антигенів), створення імуногенних форм і умов для розпізнавання таких антигенів, а також індукцію проліферації і підвищення активності сенсибілізованих імунокомпетентних клітин. Теоретично протиракова вакцинотерапія є нетоксичною, здатною індукувати специфічну імунну відповідь як проти первинної пухлини, так і проти метастазів.
Найбільш відповідальний етап створення протипухлинної вакцини полягає у підборі антигенів, які здатні стимулювати протипухлинні імунні реакції. Не зважаючи на суттєвий прогрес у сфері пухлино-асоційованих антигенів, використання їх для конструювання протипухлинних вакцин пов'язане з деякими труднощами. Значна кількість пухлино-асоційованих антигенів є слабкими антигенами, вони виявляються на певних етапах диференціювання нормальних клітин в пренатальному та постнатальному онтогенезі, тому до більшості з цих антигенів організм толерантний. Труднощі також пов'язані зі способами індукції специфічної імунної реакції на пухлинну клітину, особливо враховуючи варіабельність біологічних властивостей пухлини (наявність клонів з різним потенціалом росту і ступенем диференціювання), що часто супроводжується зміною експресії пухлино-асоційованих антигенів на кожному етапі пухлинного процесу.
На сьогодні відомо більш ніж 100 білків, які є кандидатами для створення на їх основі пухлинної вакцини, їх кількість невпинно зростає. Досягнення молекулярної біології та генної інженерії дали можливість отримувати високоочищені пухлино-асоційовані антигени у препаративних кількостях, що змовило новий поштовх у розвитку конструювання пухлинних вакцин.
Протипухлинні вакцини для широкого клінічного застосування в ідеальному випадку повинні бути безпечними, ефективними проти широкого спектру пухлин одного гістологічного типу, досить діючими, щоб можна було обмежитися невеликою кількістю імунізацій, мати стабільні властивості, давати відтворювані результати, бути простими у використанні.
Показано, що пухлино-асоційовані антигени можуть бути пов'язані з цілими або лізованими пухлинними клітинами та можуть бути отримані в частково або повністю очищеному вигляді, тому протипухлинні вакцини можна поділити на дві основні групи:
1. Вакцини, які базуються на основі цілих або лізованих аутологічних або алогенних пухлинних клітин, модифікованих різними способами in vitro або in vivo. До цієї групи вакцин належить ПАВ.
2. Вакцини, які базуються на основі генетично ідентифікованих пухлинних антигенів. Це рекомбінантні або синтетичні вакцини на основі пептидів, білків теплового шоку, ДНК-вакцини (плазміди), рекомбінантні віруси та бактерії.

## Механізм дії
ПАВ стимулює активність механізмів протипухлинного імунітету: підвищується активність натуральних кіллерів, специфічних Т-лімфоцитів, збільшується рівень комплементзалежних цитотоксичних антитіл, відмічається загальна активізація імунної системи;— підвищення проліферативного індекса центральних (тимус) і периферичних (лімфовузли, селезінка) органів імунітету, що вказує на залучення в імунний процес мононуклеарних фагоцитів (дендритних клітин) з наступною стимуляцією лімфоїдної тканини.

## Показання до застосування
Вакцина рекомендована без вікових обмежень пацієнтам з онкологічними захворюваннями І-ІІІ стадій після оперативного вилучення пухлини. ПАВ застосовується як самостійний відновлювальний засіб імунітету, так і для імунологічної корекції після хіміо- і променевої терапії. 

Вакцина здійснює протипухлинний ефект, покращує витривалість жорстких курсів хіміо- і променевої терапії, запобігає розвитку цитопенічних станів. Показана при функціональних імунодефіцитах, пригніченні фагоцитарної та цитолітичної функції клітин-ефекторів протипухлинного імунітету.

## Побічна дія
Підвищення температури тіла до 37,5-37,8 °С
Біль в місці ін‘єкції.
Алергічних реакцій не виявлено.

## Протипоказання
Термінальні неоперабельні стадії пухлинної хвороби, флебіти, виражені форми лейко- і лімфопенії.